# Oliver Seibt
Oliver Seibt (* 1969 in Köln) ist ein deutscher Musikwissenschaftler und Musikethnologe.

## Werdegang
Oliver Seibt studierte Musikwissenschaft mit Schwerpunkt Musikethnologie, Ethnologie und Japanologie an der Universität zu Köln. Von 1998 bis 2007 arbeitete er als freier Mitarbeiter bei EMI Music Germany. Währenddessen war er von 2000 bis 2008 als wissenschaftlicher Mitarbeiter in der Abteilung Musikethnologie am Musikwissenschaftlichen Institut der Universität zu Köln tätig. Daraufhin wirkte er für ein Jahr als Assistent bei der Kulturellen Anthropologie der Musik am Institut für Musikwissenschaft der Universität Bern, seine Promotion an der Hochschule für Musik, Theater und Medien Hannover folgte.
Von 2009 bis 2012 wirkte Seibt als Post-Doctoral Researcher im Exzellenzcluster „Asia and Europe in a Global Context“ der Universität Heidelberg. Als Mitbegründer arbeitet Oliver Seibt als Generalsekretär des deutschsprachigen Zweiges der International Association for the Study of Popular Music (IASPM-D-A-CH). Es folgten Vertretungsprofessuren für Musikethnologie an der Universität zu Köln (2013), an der Johann Wolfgang Goethe-Universität Frankfurt am Main (2013–2015) und an der Universität Wien (2015–2016); außerdem unterrichtete er an den Universitäten Maiduguri, Saarbrücken, Gießen, Bremen, Zürich, Utrecht und an der Popakademie Baden-Württemberg in Mannheim.
Zu Seibts Schwerpunkten gehören Musikwissenschaft des Alltäglichen, Ethnographie transnationaler Musikströme, Musikwissenschaft und Kulturtheorie, urbane Musikethnologie und Populäre Musik in Japan. Zwar gehört letzterer Punkt zur modernen Musikgeschichte bzw. zur japanischen Popkultur, jedoch geht Oliver Seibt ethnologisch vor.

## Publikationen (Auswahl)
- The (musical) imaginarium of Konishi Yasuharu, or How to make Western music Japanese, in: Studies on a Global History of Music: A Balzan Musicology Project (SOAS Musicology), ed. by Reinhard Strohm. London and New York: Routledge, 2018, pp. 157–176.
- J-Pop: Warum populäre Musik aus Japan nicht unbedingt japanisch klingt, in: Global Pop, ed. by Claus Leggewie and Erik Meyer. Stuttgart: Metzler, 2017, pp. 307–314.
- Expeditions of desire, in: Seismographic sounds – Visions of a new world, ed. by Thomas Burkhalter, Theresa Beyer and Hannes Liechti. Bern: Norient, 2016, pp. 321–326.
- Bekenntnis zu (einer post-interpretativen) Musikethnologie, contribution to the „Diskussion: What Discipline?“ Positionen zu dem, was einst als Vergleichende Musikwissenschaft begann, in: Die Musikforschung, 67(4), 2014, pp. 388–393.
- Asagi’s voice: Learning how to desire with Japanese visual-kei, in: Vocal music and contemporary identities: Unlimited voices in East Asia and the West, ed. by Christian Utz and Frederick Lau. New York and London. Routledge, 2012, pp. 249–267.